# Tossal de Pomajor
El Tossal de Pomajor és una muntanya de 872 metres que es troba al municipi de Cabó, a la comarca de l'Alt Urgell.